# Muzej poljske vojske
Muzej poljske vojske (poljsko Muzeum Wojska Polskiego) je muzej v Varšavi, ki dokumentira vojaške vidike poljske zgodovine. Ustanovljen je bil leta  1920. Zbirke so razstavljene v krilu Poljskega narodnega muzeja in več podružnicah na Poljskem. Je  drugi največji muzej v Varšavi in največja zbirka vojaških predmetov na Poljskem. Zbirka zajema tisoč let poljske vojaške zgodovine od 10. stoletja do druge svetovne vojne.

## Ustanovitev
Odlok o ustanovitvi Vojaškega muzeja pod vodstvom direktorja Bronisława Gembarzewskega je izdal šef države Józef Piłsudski.
Muzej je bil odprt leta 22. aprila 1920. Leta 1993 je bil razširjen z Muzejem Katyna in Muzejem poljske vojaške tehnologije v Czerniakowski trdnjavi.

## Zbirke
Pred muzejem je nekaj deset oklepnih vozil, artilerijskih orožij in letal in druge opreme sovjetske, zahodne in poljske izdelave. večinoma iz obdobje druge svetovne vojne.
V galerijah so zbrani predmeti iz poljske vojaške zgodovine od 10. stoletja. Poseben poudarek je na  17. stoletju, ko je Poljska dosegla vrh svoje moči, in v 18. stoletju padla v anarhijo. Več sob je posvečenih poljski udeležbi v napoleonskih vojnah in narodnih vstajah leta 1830-1831 in 1863. Daleč največji del razstave je posvečen 20. stoletju, še posebej drugi svetovni vojni.  Med najbolj dragocene predmete iz muzejske zbirke spadaju izjemno redka pozlačena čelada iz 10. stoletja, ki naj bi pripadala poljskemu poglavarju, in zbirka huzarskih oklepov.
V muzeju je tudi stalna razstava orientalskega orožja in oklepov, v kateri je nekaj svetovno znanih predmetov iz osmanske Turčije, tatarskega Krimskega kanata, Mongolije in Japonske.
Težko orožje je razstavljeno v bližnjem parku in Muzeju poljske vojaške tehnologije v Trdnjavi Czerniakowski (zaprt zaradi obnavljanja). Okoli muzeja so na prostem razstavljeni tanki, topovi, letala in detektorji in odstranjevalci min. V trdnjavi je tudi muzej, posvečen žrtvam Katyna.
Muzej je nedavno dobil vojaško opremo, izgubljeno v letalski nesreči pri Smolensku 10. aprila 2010. Med pridobljenimi predmeti so osebne izkaznice, prenosni radijski sprejemniki, svetilke, toki za pištole in drugo. 

### Stalne razstave
- Poljske oborožene sile v srednjem veku
- Poljska vojska v renesansi
- Zgodovina staropoljske vojske: 1576-1648
- Poljska vojska v drugi polovici 17. stoletja
- Poljska vojska v saškem obdobju
- Poljska vojska v obdobju razsvetljenstva in Kosciuszkova vstaja
- Poljske legije v Italiji in Vojvodina Varšava
- Vojska Kraljevine Poljske in vstaja novembra 1831
- Januarska vstaja 1863
- Poljske paravojaške organizacije v zgodnjem 20. stoletju
- Poti k neodvisnosti: 1914-1945
- Poljska vojska 1921-1939
- Poljska obrabna vojna 1939
- Oborožen odpor v okupirani državi: 1939-1947
- Poljska vojska na vzhodu: 1943-1945
- Mirovne misije poljske vojske v okviru OZN[7]

Muzej je organiziran kot sestavni del Poljskih oboroženih sil.  Takšna organizacija ima to prednost, da ima neomejen dostop do virov, in slabost, ker se vojska ne sme ukvarjati s prodajo na primer daril in knjig.   

## Izbrani razstavljeni predmeti
- Poljski oklep okoli leta 1514
- Bitka pri Grochówu, 1831
- Francoska havbica 280 model 1914 Schneider
- Lahko šolsko reakcijsko letalo PZL I-22 Iryda
- Poljska tanketa TKS v drugi svetovni viojni
- Poljsko motorno kolo Sokół 600
- Poljski top D-44

## Slici
1. 1 2 3  "Museum of the Polish Army". eGuide. Treasures of Warsaw on-line. Pridobljeno 4. julija  2008.
2. ↑  "Muzeum Wojska Polskiego". www.muzeumwp.pl (poljščina). Arhivirano iz izvirnika 21. junija 2008. Pridobljeno 4. julija 2008.
3. ↑  "Museum of the Polish Army". www.culture.pl. Pridobljeno 8. junija 2008.
4. 1 2   Małgorzata Omilanowska, Małgorzata Omilanowska, Jerzy Majewski (2000). Warszawa Przewodnik (poljščina). Warsaw: Wiedza i Życie. ISBN 83-7184-861-7.
5. ↑  "Najcenniejsze zabytki". www.muzeumwp.pl (poljščina). Arhivirano iz izvirnika 1. junija 2008. Pridobljeno 4. julija 2008.
6. ↑  "Sala broni wschodniej". www.muzeumwp.pl (poljsščina). Pridobljeno 4. julija  2008.
7. ↑  "Wystawy stałe". www.muzeumwp.pl (poljščina). Pridobljeno 4. julija 2008.

## Vir
- Małgorzata Omilanowska; Małgorzata Omilanowska; Jerzy Majewski (2000). Warszawa Przewodnik (poljščina). Varšava: Wiedza i Życie. ISBN 83-7184-861-7.